# Schlacht von Ilipa
Koordinaten: 37° 31′ 6″ N, 5° 58′ 42″ W
Saguntum – Lilybaeum II – Rhone – Ticinus – Trebia – Cissa – Trasimenischer See – Ager Falernus – Geronium – Cannae – Nola I – Nola II – Ibera – Cornus – Nola III – Beneventum I – Syrakus – Tarentum I – Capua I – Beneventum II – Silarus – Herdonia I – Obere Baetis – Capua II – Herdonia II – Numistro – Asculum – Tarentum II – Neu Karthago – Baecula – Grumentum – Metaurus – Ilipa – Crotona – Große Felder – Cirta – Zama
Die Schlacht von Ilipa (bei der iberischen Stadt Ilipa), besiegelte das Ende der Vorherrschaft der Karthager in Spanien. Sie war gleichzeitig der Karriere-Durchbruch für Scipio, den späteren Sieger von Zama. Scipio besiegte den Bruder Hannibals, Mago, durch eine unkonventionelle Schlachtaufstellung, die dieser nicht kontern konnte. Dabei kommandierte er selbst den rechten Flügel, während seine Unterfeldherrn Marcus Iunius Silanus und Lucius Marcius Septimus den Befehl über den linken römischen Flügel hatten. Scipio erprobte bei Ilipa Vorformen der späteren Treffentaktik. Der strategische Einfluss der Schlacht mag sogar größer gewesen sein als der von Cannae, da einerseits die Ressourcenlage für Karthago schlechter wurde (Silberminen in Spanien) und andererseits nun nicht mehr nur in Italien gekämpft werden musste. Die Schlacht von Ilipa war Voraussetzung für Roms Fähigkeit, in Afrika zu landen und damit Hannibal von Italien wegzuzwingen. Das hatte auch Auswirkungen auf den Schlachtverlauf der Schlacht bei Crotona.